# الجامعة الإسلامية للتقنية
الجامعة الإسلامية للتقنية أو (ج إ ت - IUT) مؤسسة تربوية ومعهد بحوث معترف به دوليا في بنغلاديش.